# ラルフ・オブ・マント

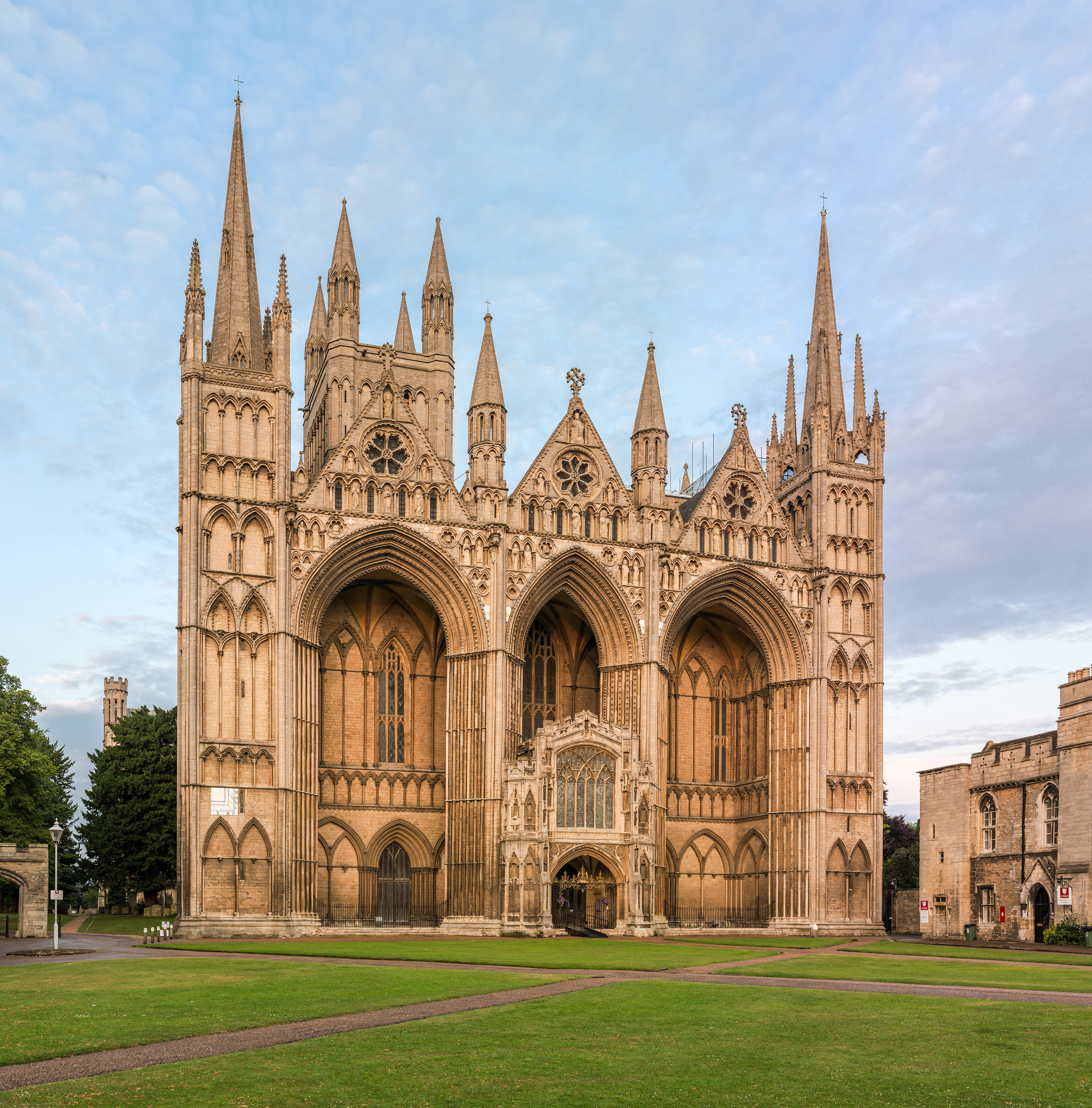
現在のピーターバラ大聖堂

ラルフ・オブ・マント（Ralph/Ralf of Mantes, ? - 1057年）は、ヘレフォード伯（在位：1052年 - 1055/57年）。母ゴーダ（ゴドギフ）はイングランド王エゼルレッド2世とその2番目の妃エマ・ド・ノルマンディーの娘であった。父ヴァロワ伯およびヴェクサン伯ドルー・ド・ヴェクサンは、エルサレムへの巡礼の途中、1035年に亡くなった。臆病者ラルフ（Ralph the Timid）と呼ばれる。

## 生涯
ラルフは1041年、伯父で後にイングランド王となるエドワード懺悔王とともにイングランドにやって来た。1050年に伯爵として3つの勅許状を承認し、伯領はおそらく妻ギータの領地があったイースト・ミッドランズにあった。ラルフはピーターバラ修道院の支援者でもあった。1051年にエドワード懺悔王がゴドウィン伯と争ったとき、ラルフは王を支えるために伯領において徴税を行った。ゴドウィンとその息子たちは追放されたが、翌年帰還し、ラルフとオッダ伯（en）はゴドウィンらに抵抗するために召集された艦隊を指揮したが、凱旋を阻止することはできなかった。
1052年後半、ゴドウィンの息子ヘレフォード伯スヴェンはエルサレムへの巡礼の途中で亡くなり、おそらくこの時にラルフはオックスフォードシャーを含むスヴェンのヘレフォード伯領を与えられた。 1055年、イースト・アングリア伯エルフガーは追放され、ウェールズの統治者グリフィズ・アプ・リウェリンと同盟を結んだ。ラルフは10月24日にエルフガーらと戦い、惨敗を喫し、エルフガーらはヘレフォードを略奪した。後にこの戦いでラルフとそのフランス人の部下らが敗走したとされ、その結果、ラルフは「臆病者」という侮辱的なあだ名をつけられた。ゴドウィンの息子で後にイングランド王となるハロルドは、グリフィズらをウェールズまで追い返した。アン・ウィリアムズは、ラルフは1055年の敗北後にヘレフォード伯位をハロルドに奪われた可能性が高いとしたが、フランク・バーロウの見解では、ラルフは死ぬまでその地位を保持していたとされる。
ノルマンディーの詩人ガイマーは、1057年にラルフがイースト・アングリア伯位を継承したとしている。これは、1057年8月にレオフリックが亡くなった後のことである。ラルフは1057年12月21日に30代前半で亡くなり、ピーターバラ修道院に埋葬されたため、ラルフが伯位を保持できたのはわずか数か月であったと思われる。
「その後、レオフリック伯が亡くなった。彼の名誉はラルフに奪われた。しかし、彼はその地位を短期間保持し、すぐに終わった。彼は非常に善良な人物で、生きていた期間は短かった。伯爵はピーターバラに埋葬された。」
イースト・アングリア伯位はその後、マーシア伯エルフガーの手に渡った。
ラルフの息子ハロルドは、エドワード懺悔王の妃エディスによって育てられた。ラルフはゴドウィン家と仲が良く、ラルフの息子は後のイングランド王ハロルド・ゴドウィンソンにちなんで名付けられ、ハロルドの名付け子であった可能性がある。ハロルド・ゴドウィンソンは、ラルフの息子が成人するまでの間、ヘレフォード伯位を与えられていたともみられている。ラルフの息子ハロルドはノルマン・コンクェストを生き延び、後に父の領地の一部と、自身の名にちなんで名付けられたユーヤス・ハロルドを受け取った。ハロルドの子孫はグロスターシャーのトディントンのスードリー家である。